# Oiseau Canari
Pour les articles homonymes, voir Canari (homonymie).
L'Oiseau Canari est un avion français de grand raid, qui fut baptisé ainsi à cause de sa couleur jaune vif. Il est dérivé du Bernard 190T conçu par Jean Hubert, ingénieur en chef de la Société des Avions Bernard. 
L'Oiseau Canari a réalisé la première traversée française sans escale de l’Atlantique Nord, le 13 juin 1929, piloté par Jean Assollant, René Lefèvre et Armand Lotti. La traversée s'est effectuée d’Old Orchard Beach (Maine) au nord de Boston jusqu'à  Oyambre, près de Comillas (Cantabrie, Espagne), constituant un record du plus long trajet au-dessus d'un océan (5 900 kilomètres). L'Oiseau Canari est aussi connu pour avoir transporté le premier passager clandestin lors de la traversée, Arthur Schreiber.

## Historique
L’Oiseau Canari est le deuxième exemplaire du Bernard 191 GR, version "Grand Raid" du Bernard 190T
, prototype conçu en 1927 par Jean Hubert
,
,
,

, directeur technique de la Société des Avions Bernard, et construit en 1928. Ce monoplan à aile haute était prévu pour des vols commerciaux sur longue distance et des grands raids. Les Bernard 190 ont été classés en plusieurs dérivés selon leur motorisation, et ceux équipés de V12 Hispano-Suiza de 500 ch sont dénommés 191 GR. Ils seront construits à trois exemplaires.
Le deuxième exemplaire, de couleur jaune, et baptisé Oiseau Canari, est acheté par Armand Lotti, alors sous-directeur de l'hôtel Lotti, rue de Castiglione à Paris, et est préparé et mis au point par l’ingénieur mécanicien Raoul Leroy de la société Hispano Suiza qui accompagnera l’avion jusqu’à son envol des États-Unis.
Les tentatives de traversée de l'Atlantique, déjà difficiles dans le sens Ouest vers Est, sont dramatiques dans le sens inverse, et de nombreux morts sont à déplorer en 1928. Aussi, l'État français décide de suspendre ses financements, et d'interdire ces tentatives. C'est donc clandestinement, sans papiers ou autorisations, sous le prétexte d'un réglage radio, que l'Oiseau Canari décolle de Paris pour l'Angleterre, d'où il pourra rallier légalement les États-Unis. 
Le jeudi 13 juin 1929 à 10h18 (heure locale), l'avion, chargé d'un mélange de 3 900 litres d'essence et de 600 litres de benzol, décolle très laborieusement de la longue plage d’Old Orchard Beach (Maine) au nord de Boston.
Peu de temps après le décollage, un passager clandestin apparaît par la trappe de visite du fond de la cellule en déclarant « Here I am » (« Me voici »). C'est Arthur Schreiber, jeune Américain, qui compte sur son aventure pour écrire un article ou un livre.
L'équipage, à cause des conditions météorologiques, ne peut suivre la route optimale, et est obligé de décaler sa trajectoire vers le sud, ce qui augmente la distance à parcourir. Lors du dernier point, plus au sud qu'estimé, le réservoir vide oblige l'avion à se poser prématurément sur la plage de Oyambre, près de Comillas dans la province de Cantabrie dans le Nord de l'Espagne, le 14 juin à 20 h 40, après 29 h 22 de vol et le plus long trajet au-dessus de la mer (5 900 kilomètres). Une erreur de navigation liée aux conditions météo rencontrées vient de leur sauver la vie, car la panne serait sinon survenue dans le golfe de Gascogne au large de la France. 
Le 16 juin, l'équipage décolle pour Cazaux. En fait d'arrivée triomphale, une panne d'essence contraint à poser l'avion sur une plage de Mimizan dans les Landes. Sur place, c'est l'effervescence, les aviateurs sont accueillis comme des héros. En attendant le ravitaillement en carburant acheminé de Cazaux par la route, les aventuriers vont à l'hôtel de France tout proche pour se désaltérer. Ils redécolleront le jour même pour le Bourget, près de Paris.
- Esquisse de l'Oiseau Canari et les signatures d'Assollant, Lefèvre et Lotti

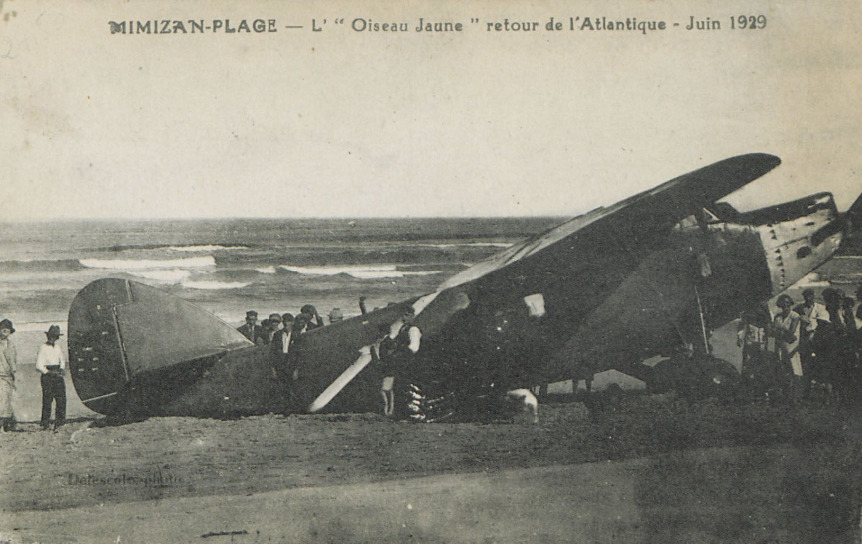
L'Oiseau Canari sur la plage de Mimizan le 16 juin 1929.

L'équipage y sera reçu triomphalement, et repartira avec l'Oiseau Canari pour une tournée en Europe,. En 1932, l'avion est racheté par le gouvernement pour qu'il soit conservé au Musée du Bourget.

## Hommages
Sur proposition du président de l'aéro-club des Landes, un monument commémoratif est érigé et inauguré le 21 août 1931 à Mimizan-Plage. Il se trouve à la « plage des ailes », dénomination entrée dans l'usage. La rue descendant depuis le monument porte le nom des trois aviateurs. Honorant cette première traversée, Mimizan est officiellement jumelée avec Old Orchard Beach depuis le 16 juin 1989.

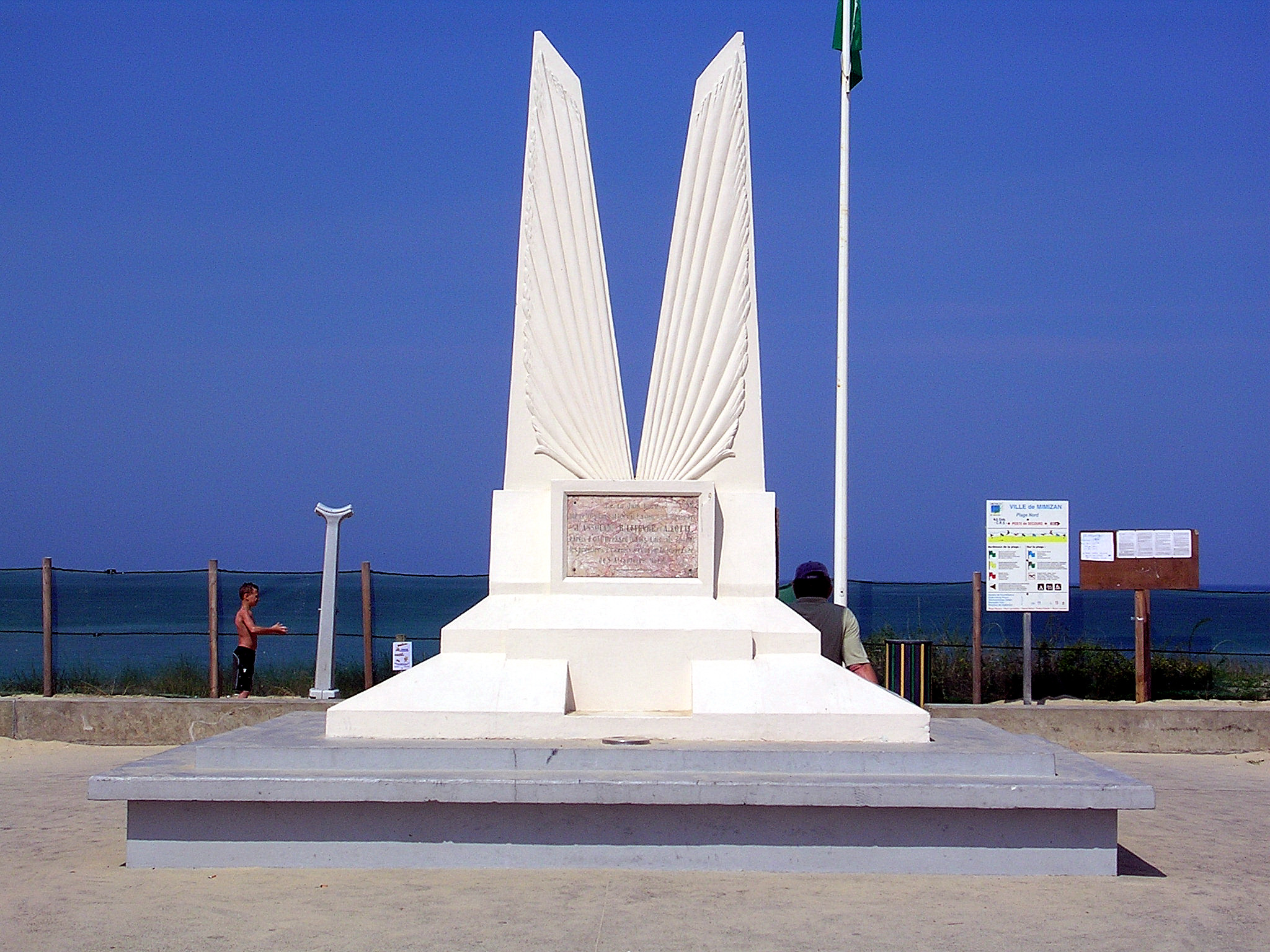
Monument commémoratif de la plage des Ailes à Mimizan.
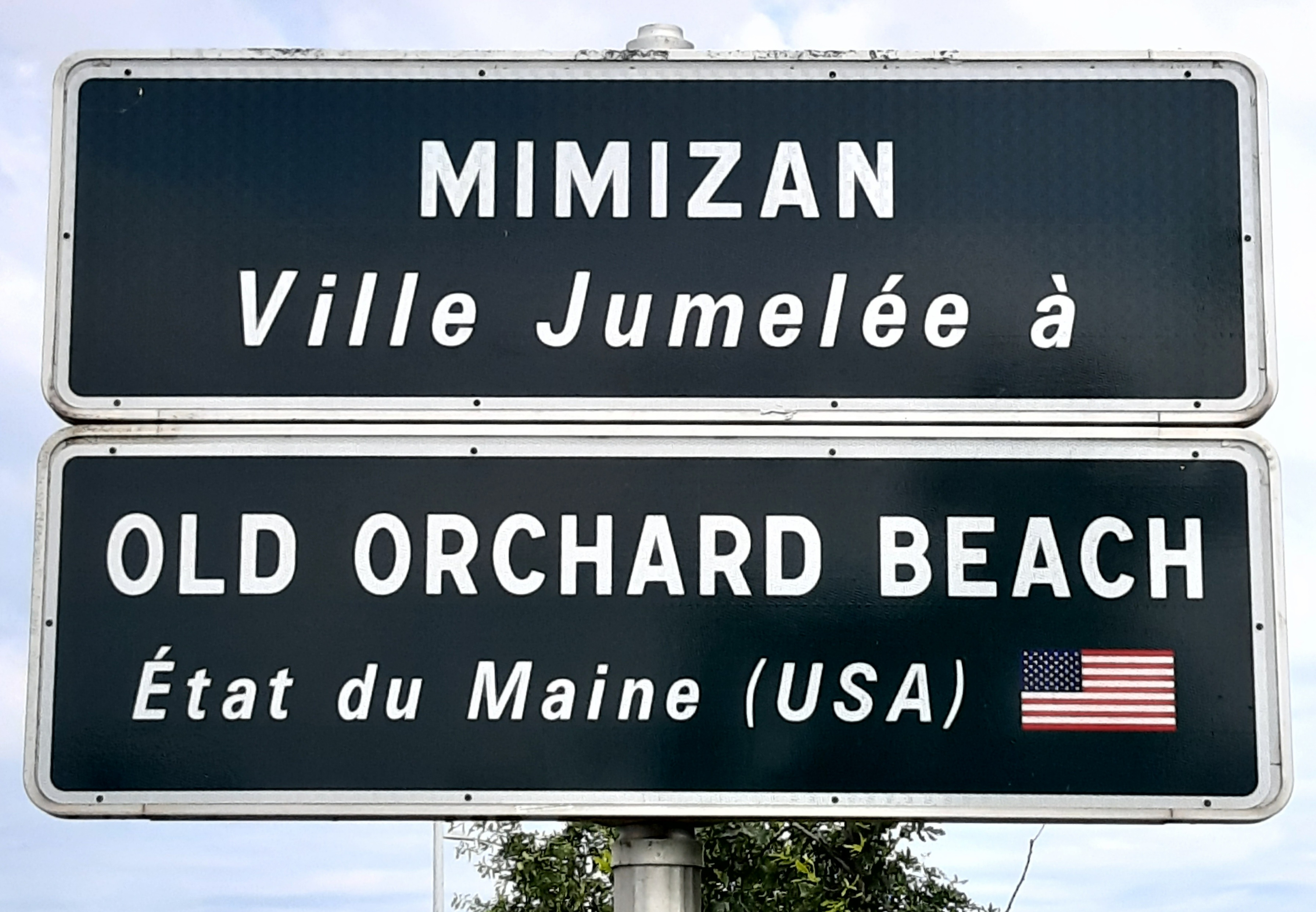
Panneau d'entrée de ville de Mimizan, jumelage avec Old Orchard Beach (Maine, USA).